# О неопходности атеизма
О неопходности атеизма (енгл. The Necessity of Atheism) есеј је о атеизму енглеског књижевника Персија Биш Шелија оригинално објављен 1811. године, у време када је Шели био студент Универзитетског Колеџа на Оксфорду. Копија прве верзије есеја била је послата у виду мистериозно потписаног памфлета свим руководиоцима Оксфордског колеџа и Универзитета. У то време садржај есеја био је толико шокирајући да је Шели био избачен са универзитета због непослушности и због одбијања да се одрекне ауторства над есејом, заједно са својим пријатељем и колегом студентом Томасом Џеферсоном Хогом. Ревидирана и проширена верзија есеја почела је да се штампа тек две године касније.

## Синопсис
Есеј почиње следећим образложењем ауторових циљева:
С обзиром да је љубав према истини једини мотив због ког аутор пише овај есеј, он озбиљно преклиње да они читаоци који открију било какав недостатак у његовом образложењу, или можда поседују доказе који његов ум никад не би могао да спозна, нуди им да своје примедбе изнесу јавно, исто тако кратко, методично и јасно како је он то урадио.
Шели је у овом делу изнео велики број тврдњи, укључујући и оне да су нечија веровања невољна и да, стога, атеисти не бирају да то буду и да не би требало да буду прогоњени. При крају есеја он пише да „ум не може да верује у постојање Бога”. Шели је потписао есеј као Услед недостатака доказа, АТЕИСТА, што указује на емпиристичку природу Шелијевих убеђења. Према Берману, Шели је такође веровао „да је побио све могуће аргументе за постојање Бога”, али је Шели ипак охрабривао читаоце да понуде доказе уколико их имају.
Мишљења су подељена приликом карактеризације Шелијевих убеђења, као што је и представљено у есеју. Научник Карлос Бејкер наводи да би „наслов његовог студентског памфлета требало да буде О неопходности агностицизма, а не О неопходности атеизма”, док историчар Дејвид Берман тврди да је Шели био атеиста, како због тога што се тако декларисао, тако и због тога што је „порицао постојање Бога и у својим објављеним делима и у својим писмима” током тог периода. На самом почетку есеја Шели износи своју дефиницију атеизма:
Нема Бога. Ова негација мора бити схваћена само како би утицала на стваралачко Божанство. Хипотеза о прожимајућем Духу коетерналном са универзумом остаје непоколебљива.
Заједно са његовим цитатом холандског пантеисте Бенедикта Спинозе у потоњем делу есеја, ово указује на то да је Шели у најмању руку узимао у обзир неки облик пантеизма како би остао у домену интелектуалне уважености. Како год, есеј не даје никакву индикацију да сам Шели дели такво мишљење.